# 锡维耶尔
锡维耶尔（法語：Civières，法語發音：[sivjɛʁ]）是法国厄尔省的一个旧市镇，位于该省东部，属于莱桑德利区。2016年1月1日，锡维耶尔和相邻的另外13个市镇合并为新市镇埃普特河畔韦克桑（Vexin-sur-Epte）。

## 地理
锡维耶尔（49°10'15"N, 1°35'20"E）面积7.77 平方千米，位于法国诺曼底大区厄尔省，该省份为法国北部内陆省份，北起滨海塞纳省，西接奧恩省和卡爾瓦多斯省，南至厄尔-卢瓦省，东临瓦兹省、瓦兹河谷省和伊夫林省。
与锡维耶尔接壤的市镇（或旧市镇、城区）包括：卡艾涅、埃普特河畔韦克桑、韦克桑地区富尔。

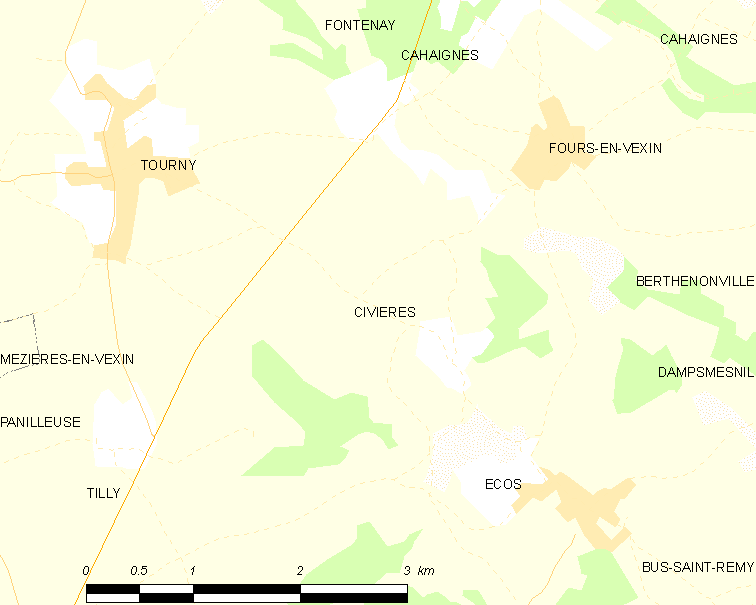
锡维耶尔的OSM定位图

锡维耶尔的时区为UTC+01:00、UTC+02:00（夏令时）。

## 行政
锡维耶尔的邮政编码为27630，INSEE市镇编码为27160。

## 政治
锡维耶尔所属的省级选区为莱桑德利县。

## 人口

1962-2008年间锡维耶尔人口变化图示

锡维耶尔于2018年1月1日时的人口数量为220人。